# Dimeragrion baniwa
Dimeragrion baniwa — вид бабок родини Heteragrionidae. Описаний у 2023 році.

## Поширення
Ендемік Бразилії. Поширений у штаті Амазонас на заході країни. Описаний з 13 самців і 3 самиць, зібраних у муніципалітеті Сан-Габріел-да-Кашуейра. Типовим середовищем існування є бічні болота струмка першого порядку в тропічному вологому незатоплюваному лісі на висоті 81 м над рівнем моря.